# Обсерватория Пик Терскол
Обсерватория Пик Терскол — международная астрономическая обсерватория, основанная в 1980 году на пике Терскол (станция Новый Кругозор) выше (севернее) села Терскол (Кабардино-Балкария, Эльбрусский район, Приэльбрусье, Россия) Национальной Академией Наук Украины в 10 км от вершины Эльбруса (у подножия, на южном плече, Эльбруса), на высоте 3150 метров н.у.м. Является: филиалом ГАО НАНУ; международной обсерваторией; входит в состав Международного центра астрономических и медико-экологических исследований (МЦ АМЭИ). С 1 января 2005 года обсерватория эксплуатируется совместно НАН Украины, Терскольским филиалом ИНАСАН и Международным Центром астрономических и медико-экологических исследований.
Недалеко от обсерватории Терскол расположена также Баксанская нейтринная обсерватория.

## Руководители обсерватории
- с декабря 1992 года — Тарадий Владимир Кириллович — директор Международного центра астрономических и медико-экологических исследований[6]
- сейчас — Александр Васильевич Сергеев — замдиректора обсерватории

## История обсерватории
Обсерваторию начали строить в 1970-е годы молодые астрономы Главной астрономической обсерватории Украины под руководством Ярослава Яцкива. Вклад в выбор места для обсерватории внес и Сергей Борисович Новиков. Были установлены 5 инструментов различной мощности. Но прогресс требовал более крупных инструментов. Поэтому во второй половине 1980-х годов был заказан у фирмы Карл Цейс Йена телескоп Цейс-2000. В 1986—1988 гг. был осуществлен монтаж купола диаметром 20 метров, в 1988 году телескоп Ц-2000 был доставлен в Новороссийский морской порт. Разобранный телескоп, упакованный в несколько больших ящиков, был затянут по склону пика Терскол танковым тягачом.
С осени 1990 до 1994 года монтаж телескопа был приостановлен в связи с нехваткой финансирования и изменением политической ситуации.
Для спасения украинской высокогорной наблюдательной базы по инициативе ГАО НАНУ и Института физиологии им. А. Богомольца (его лаборатории также были вблизи Терскола) в декабре 1992 года был создан Международный центр астрономических и медико-экологических исследований. Директор центра — Владимир Тарадий. Цейс-2000 был установлен в 1995 году. В 2001 году началось строительство гостиницы для астрономов.
29 марта 2006 года через обсерваторию прошла полоса полного солнечного затмения.
С лета 2007 года Одесская обсерватория совместно с ПулКОНом проводила восстановительные работы 80-см телескопа.

## Инструменты обсерватории
- Горизонтальный солнечный телескоп АЦУ-26 (D = 65 см, F = 17.75 м, введен в строй в 1989 году, в 1992 году начались регулярные наблюдения)[10]
- Малый горизонтальный специализированный солнечный телескоп СЭФ-1 (D = 30 см, F = 3 м, работал 1985 — 1992 года)[10][11]
- Цейс-600, системы Кассегрен (D = 60 см, F = 7.2 м)
- Цейс-2000 (D = 2 м, F=6.3 м (с редуктором), F = 16 м (фокус Ричи-Кретьен, поле зрения 1,2 градуса) или 72 м (фокус Куде, поле зрения 5 угл. мин.), оптической системы Ричи-Кретьен-Куде, введен в 1995 году; с середины 2000-х годов эксплуатируется совместно НАН Украины, Терскольским филиалом ИНАСАН РАН и Международным Центром астрономических и медико-экологических исследований)[12] + ПЗС-камера FLI PL4301E (с чипом 50×50 мм, поле 11' х 11', установлена в январе 2009 года)[13]
- Телескоп К-800 (D = 80 см, Fпрямой фокус = 228 см, Fкассегренновский = 10 м) системы Кассегрена Одесской астрономической обсерватории[14][15][16]
- Celestron 11" (D = 280 мм, F = 2.8 м, роботизированный телескоп)
- Meade 14" (D = 356 мм, F = 3.56 м, роботизированный телескоп)

Приборы на станции Пик Терскол
- GPS служба времени
- Многокамерный спектрометр высокого и сверхвысокого разрешения (Rz= 40 000 … 500 000) в фокусе кудэ 2-м телескопа
- Высокопроницающий подвесной спектрометр в фокусе Кассегрена 2-м телескопа
- Скоростной двухканальный фотометр для синхронных наблюдений в сети телескопов
- Высокоэффективные CCD-приемники изображения с азотным охлаждением для спектральных и фотометрических наблюдений

## Отделы обсерватории
- Солнечная физика
- Физика тел Солнечной системы

## Направления исследований
- «Астрокосмические исследования в Приэльбрусье» (состояние атмосферы)[17]
- Астрофизические исследования
- Оптические послесвечения гамма-всплесков
- Астросейсмология (высокочастотные колебания звезд, наблюдения по программе Whole Earth Telescope)
- Планеты-гиганты и их спутники (астрометрия и фотометрия)
- Околоземные астероиды (астрометрия и фотометрия)
- Кометы (состояние газа и пыли)
- Малоразмерные ГСО-фрагменты (космический мусор)
- Поиски и исследования экзопланет (фотометрия)
- Солнце[18]
- Рентгеновские двойные звезды, катаклизмические переменные
- Поиски и наблюдения ТНО

## Основные достижения
- В обсерватории проводились дневные наблюдения Меркурия для построения карт поверхности планеты в поддержку полёта АМС «Мессенжер»[19].
- В обсерватории проходят раз в 2 года традиционные конференции, посвященные околоземному пространству и астероидной опасности[20][21][22].
- Предельная звёздная величина за 1 час до начала 2009 года составляла 23,5m, а после — уже 25m (смена ПЗС-камеры).